# جف دی
جف دی (انگلیسی: Geoff Dey؛ زادهٔ ۱۱ ژانویهٔ ۱۹۶۴) بازیکن فوتبال اهل بریتانیا است.
از باشگاه‌هایی که در آن بازی کرده‌ است می‌توان به باشگاه فوتبال اسکانتورپ یونایتد، باشگاه فوتبال ووستر سیتی، و باشگاه فوتبال شفیلد یونایتد اشاره کرد.